# Michaelskirche (Lwiw)

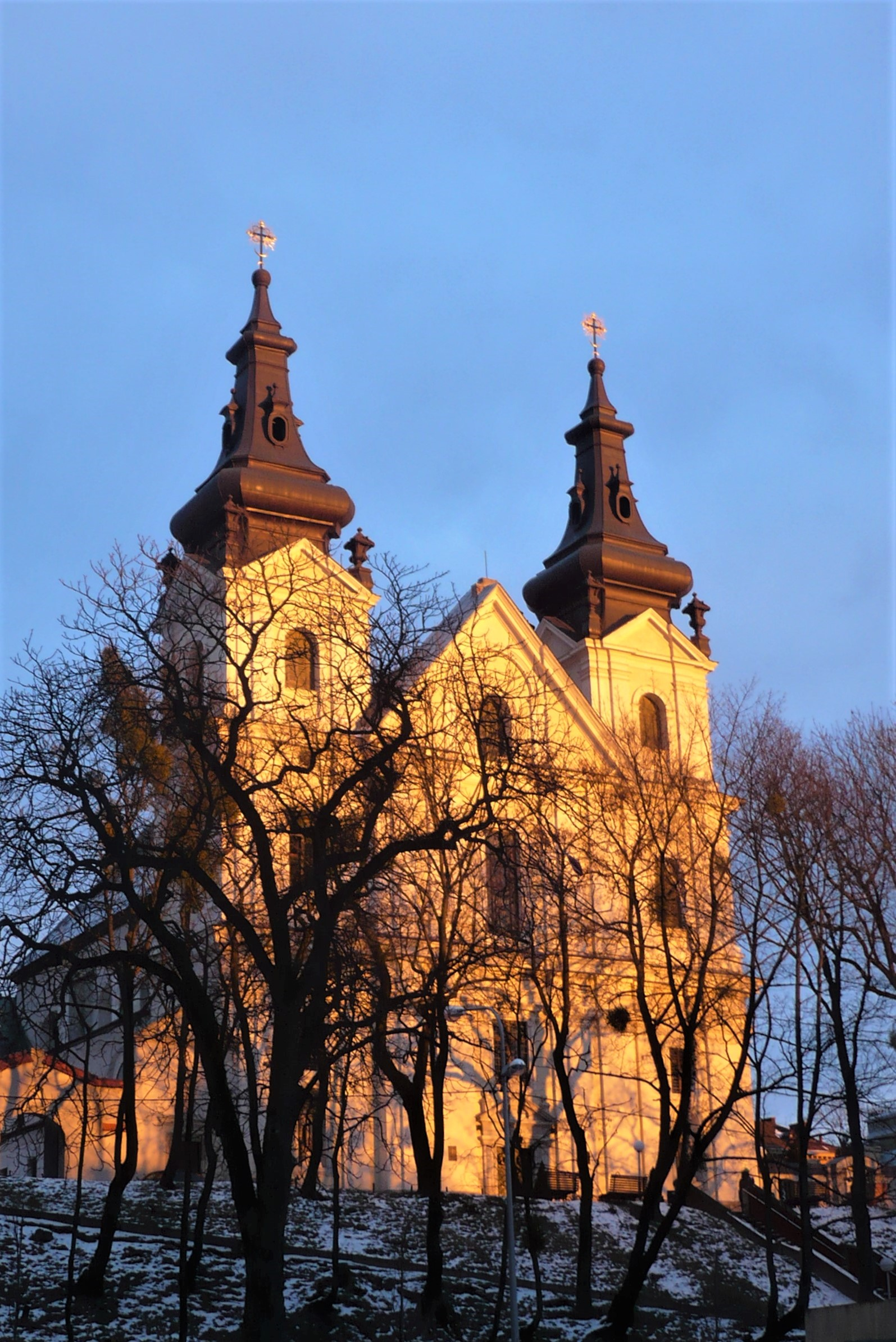
Michaelskirche Lwiw

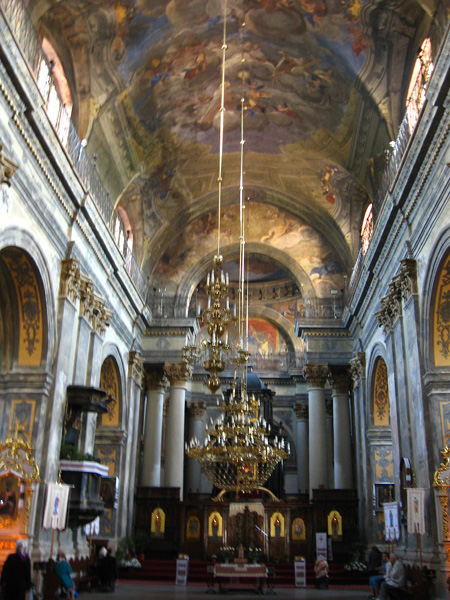
Kircheninneres

Die Kirche des Erzengels Michael (ukrainisch Церква Святого Архистратига Михаїла; deutsch auch Karmeliterkirche) ist eine griechisch-katholische Kirche in der Innenstadt von Lwiw in der Ukraine.

## Geschichte
1613 entstand hier ein Kloster der unbeschuhten Karmeliten, das zunächst aus Holz gebaut war.
1634 wurde die Kirche erstmals erwähnt. In dieser Zeit wurde sie als Steinkirche gebaut, die 1644 geweiht wurde. Während des Chmelnyzkyj-Aufstandes 1648 und des Nordischen Krieges 1704 wurden Kirche und Kloster beschädigt. 1731/32 wurden die barocken Fresken an der Decke und Wanddarstellungen angefertigt.
1781 musste der Orden der unbeschuhten Karmeliten das Kloster verlassen und ging nach Zagórze. 1794 wurde das Kloster den Reformatenorden übergeben und 1789 den beschuhten Karmeliten.
1835 bis 1839 wurde mit dem Bau der Türme begonnen, der 1906 nach Erneuerungsarbeiten abgeschlossen war.
1945 wurde das Kloster geschlossen, die Mönche gingen nach Kraków. Die Anlage wurde als Lager genutzt und gehörte zeitweise zum Naturwissenschaftlich-technischen Museum der Stadt. In den 1960er und -70er Jahren war sie ein Treffpunkt der alternativen Jugendszene, in dem auch Konzerte stattfanden. Seit 1980 wurde der Komplex restauriert.
1991 wurde das Kloster der Griechisch-Katholischen Kirche übergeben, die dieses an den Orden der Studiten gab. Somit ist es ein Tochterkloster der Uniw'ska Lawra. Heute sind dort 16 Mönche, davon 10 Priestermönche, die unter dem Klostervorsteher Alipij Fedun leben.

## Architektur
Die Kirche ist ein barocker dreischiffiger Bau ohne Apsiden. Da das Kloster Teil der Befestigungsanlage der Stadt war, wurde es besonders wehrhaft erbaut.
Sehenswert sind die Deckenfresken von 1731/32 und die Wandmalereien mit Darstellungen aus der Geschichte des Karmeliterordens. Der Altar aus schwarzem Marmor ist wahrscheinlich aus der Erbauungszeit um 1640.
Die beiden Türme wurden 1835 bis 1839 projektiert und nach Umbauten 1906 fertiggestellt.